# Pang!
Pang! je šesté sólové studiové album velšského hudebníka Gruffa Rhyse. Vydáno bylo 13. září 2019 společností Rough Trade Records. Album bylo nahráno v Cardiffu a produkoval jej jihoafrický hudebník Muzi. Album je Rhysovým prvním od roku 2005 (Yr Atal Genhedlaeth), které obsahuje výhradně písně ve velštině. V mezidobí sice na některých albech vydal velšskou píseň, ale většina jich byla v angličtině. Název alba Pang je anglický. Album se umístilo na 81. příčce Britské albové hitparády. Bylo nominováno na Welsh Music Prize.

## Seznam skladeb
1. Pang!
2. Bae Bae Bae
3. Digidigol
4. Ara Deg (Ddaw’r Awen)
5. Eli Haul
6. Niwl O Anwiredd
7. Taranau Mai
8. Ol Bys / Nodau Clust
9. Annedd Im Danedd
10. Oi Bys Nodau Clust
11. Annedd Im Danedd

## Obsazení
- Gruff Rhys – zpěv, kytara, baskytara
- Muzi – zpěv, beaty, programování
- N'Famady Kouyaté – balafon
- Gavin Fitzjohn – žestě
- Kliph Scurlock – bicí
- Kris Jenkins – perkuse, flétna
- Rob Smith – saxofon
- Catherine Morgan – trubka